# Phlegetonia palpalis
Phlegetonia palpalis is een vlinder uit de familie van de Euteliidae. De wetenschappelijke naam van de soort is voor het eerst geldig gepubliceerd in 1943 door Mell.